# Kublaj-kan
 Ovo je glavno značenje pojma Kublaj-kan. Za pjesmu Samuela Taylora Coleridgea pogledajte Kublaj-kan (pjesma).
Kublaj-kan (mongolski: Хубилай хаан, kineski 忽必烈汗, pinyin: Hūbìliè Hàn; 23. rujna 1215. – 18. veljače 1294.) je bio mongolski car, osnivač kineske dinastine Yuan i jedan od najmoćnijh careva na svijetu.
Kao vođa Mongolskog Carstva, svrgnuo je dinastiju Song u Južnoj Kini i po prvi put u Kini uspostavio stranu vlast. Pod vladavinom Kublaj-kana Kina je napredovala i on je razvio trgovinu s Europom i ostalim dijelovima Azije. Do svoje smrti 1294. godine, Kublaj-kan je uistinu zaslužio naslov velikog kana, najvećeg mongolskog poglavice.

### Rani život
Kublaj-kan, sin mongolskog vođe Toluja (sina Džingis kana), rođen je 1215. godine. Učili su ga Konfucijevi učenjaci i još kao mladić proglasio se vojskovođom. Godine 1248. njegov stariji brat Mongo postao je kan. Mongo je umro 1259. godine a borba za njegova zamjenika izbila je između Kublaj-kana i njegova bratića. Pobijedio je Kublaj i 1260. postao  veliki kan.

### Osvajanja
Najveće dostignuće Kublaj-kana bilo je osvajanje Kine. Kad je postao veliki kan 1260. godine, Mongoli su kontrolirali samo jedan dio Kine sjeverno od Žute rijeke. Nakon gotovo dva desetljeća ratovanja, Kublaj je osvojio Songajsko Carstvo na jugu i do 1279.g. preuzeo kontrolu nad cijelom zemljom. Mongoli su vladali Kinom sve dok nisu istisnuti 1368. godine.

### Kamikaze
Kublaj-kan je dva puta neuspješno pokušao osvojiti Japan. Prvi put se, 1274.g. morao povući pred olujom koja je prisilila Mongole da se vrate u korejsku luku. Drugi put, 1281. g. završio je katastrofalno kad je tajfun, Japancima poznat kao kamikaze ili božanski vjetar, uništio mongolsku flotu.

### Jugoistočna Azija
U pet zasebnih provala između 1257. i 1292. mongolske sile pod vodstvom Kublaj-kana krenule su prema jugu Kine u Burmu, sjeverni Tajland i Anam (današnji sjeverni Vijetnam). Istraživački dio mongolske mornarice stigao je i do otoka Jave 1292. – 93. Iako Mongoli nisu stvarno zauzeli Jugistočnu Aziju, ovo područje je bilo pod njihovom čvrstom kontrolom više stoljeća.

## Dinastija Yuan
Mongoli su bili stranci, no njihovu vladavinu prihvatio je veći dio Kine. Kublaj je utemeljio novu vladajuću dinastiju-Yuan- i poticao trgovinu ukinivši ograničenja trgovcima koji su prije morali plaćati visoke poreze. Mnogo je učinio za poboljšanje državne administracije i, što je vrlo važno, izgradio novi carski glavni grad u Cambalucu, danas poznatom kao Beijing (Peking)).

### Komunikacije
Kublaj-kan je poticao ekonomski razvoj i poboljšao komunikacije u cijelom svom prostranom carstvu gradeći ili poboljšavajući kanale te stvarajući ceste. Uspostavio je redovite poštanske postaje za poštanske pošiljke. Mongoli su kontrolirali stari Put svile između Europe i Kine te omogućili trgovcima iz Europe da sigurno putuju do Kine.

### Društvene promjene
Kublaj-kan je uveo mnoge promjene u kinesko društvo. Ponovo je uveo državnu službu utemeljenu na zaslugama vladanja zemljom novačeći svoje osoblje među znanstvenicima različitih naroda, ali je isključio Kineze. Mnoge pripadnike stare kineske državne službe je umirovio. Kublaj je pripremio i standardizirani zakonik, izgradio kineski obrazovani sustav te uveo upotrebu papirnatih novčanica.

### Marko Polo
Venecijanski trgovac Marko Polo (1254. – 1324.) krenuo je u Kinu 1270-ih godina. Ostao je tamo 17 godina, služeći kao službenik u državnoj službi. Na povratku u Europu 1295. godine, napisao je svoja Putovanja i omogućio Europljanima da upoznaju Mongolsko Carstvo.
- Umjetnost

Umjetnost i kultura prosperirali su u vrijeme dinastije Yuan. Cvjetalo je pisanje lijepe književnosti kao i kazališta i nastajale su mnoge nove predstave. Zanatlije su izrađivali osebujan plavi i bijeli porculan, a tu vještinu su usavršili grnčari iz dinastije Ming.
- Xanadu

Kublaj-kan je sagradio raskošnu palaču u Xanadu  (današnji Shantou). Engleski pjesnik Samuel Coleridge   tu je palaču ovjekovječio u svojoj pjesmi.

## Poveznice
- Marko Polo
- Mongolsko Carstvo